# Carex intumescens
Espèce
Classification phylogénétique
Carex intumescens est une espèce des plantes du genre Carex et de la famille des Cyperaceae.